# Admittans
Admittans är inom elektroteknik en storhet som beskriver ledningsförmågan i ett elektriskt system. Ju högre admittans ett system har, desto mer ström släpper det igenom. Admittans betecknas med {\displaystyle Y} och har enheten siemens (S) eller ohm-invers (Ω-1). Oliver Heaviside myntade begreppet admittans i december 1887. Heaviside använde {\displaystyle Y} för att representera storleken på admittans, men det blev snabbt den konventionella symbolen för admittansen själv genom publikationerna av Charles Proteus Steinmetz. Heaviside valde förmodligen Y helt enkelt för att det står bredvid Z i alfabetet, den konventionella symbolen för impedans.
Vid beräkningar i växelspänningssystem med jω-metoden är admittansen komplex och kan delas upp i konduktans (reella delen) och susceptans (imaginära delen). 
Admittans {\displaystyle Y}, mätt i siemens, definieras som inversen av impedansen {\displaystyle Z}, mätt i ohm:
{\displaystyle Y\equiv {\frac {1}{Z}}}
Resistans är ett mått på motståndet i en krets mot flödet av en konstant ström, medan impedansen inte bara tar hänsyn till motståndet utan även dynamiska effekter (känd som reaktans). På samma sätt är admittans inte bara ett mått på hur lätt en jämn ström kan flyta, utan också de dynamiska effekterna av materialets mottaglighet för polarisering:
{\displaystyle Y=G+jB\,,}
där
- Y är admittansen (siemens);
- G är konduktans (siemens);
- B är susceptans (siemens); och
- j2 = −1 är den imaginära enheten.

De dynamiska effekterna av materialets susceptans relaterar till det universella dielektriska svaret, effektlagskalningen av ett systems admittans med frekvens under växelströmsförhållanden.

## Konvertering från impedans till admittans
Delar av detta avsnitt förlitar sig på läsarens kunskap om den komplexa impedansrepresentationen av kondensatorer och induktorer och på kunskap om frekvensdomänrepresentationen av signaler.
Impedansen, Z, består av verkliga och imaginära delar,
{\displaystyle Z=R+jX\,,}
där
- R är resistansen (ohm) och
- X är reaktansen (ohm).

{\displaystyle Y=Z^{-1}={\frac {1}{R+jX}}=\left({\frac {1}{R^{2}+X^{2}}}\right)\left(R-jX\right)}
Admittans, precis som impedans, är ett komplext tal, som består av en reell del (konduktansen, G) och en imaginär del (susceptansen, B), alltså: 
{\displaystyle Y=G+jB\,,}
därG (konduktans) och B (susceptans) ges av:
{\displaystyle {\begin{aligned}G&=\mathrm {Re} (Y)={\frac {R}{R^{2}+X^{2}}}\,,\\B&=\mathrm {Im} (Y)=-{\frac {X}{R^{2}+X^{2}}}\,.\end{aligned}}}
Storleken och fasen av admittansen ges av: 
{\displaystyle {\begin{aligned}\left|Y\right|&={\sqrt {G^{2}+B^{2}}}={\frac {1}{\sqrt {R^{2}+X^{2}}}}\\\angle Y&=\arctan \left({\frac {B}{G}}\right)=\arctan \left(-{\frac {X}{R}}\right)\,,\end{aligned}}}
där
G är konduktansen, mätt i siemens och
B är susceptansen, även den mätt i siemens.
Notera att (som visas ovan) tecknen på reaktanser blir omvända i admittansdomänen; det vill säga kapacitiv susceptans är positiv och induktiv susceptans är negativ.

## Shuntadmittans i modellering av elektriska kraftsystem
I samband med elektrisk modellering av transformatorer och transmissionsledningar specificeras shuntkomponenter som ger banor med minsta motstånd i vissa modeller i allmänhet vad gäller deras admittans. Varje sida av de flesta transformatormodeller innehåller shuntkomponenter som modellerar magnetiseringsström och härdförluster. Dessa shuntkomponenter kan hänföras till primär- eller sekundärsidan. För förenklad transformatoranalys kan admittans från shuntelement försummas. När shuntkomponenter har en icke försumbar effekt på systemdriften måste shuntadmittansen beaktas. I diagrammet nedan hänförs alla shuntadmittanser till primärsidan. De verkliga och imaginära komponenterna av shuntadmittansen, konduktansen och susceptansen representeras av Gc respektive B.

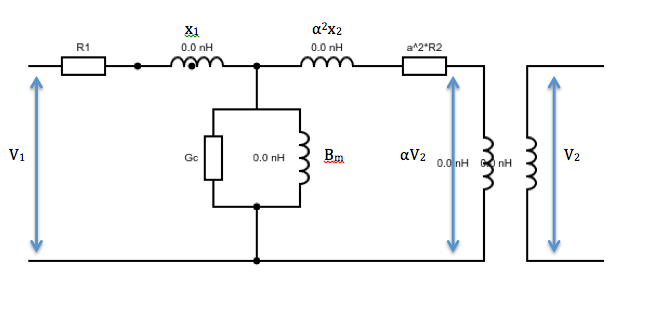

Överföringsledningar kan sträcka sig över hundratals kilometer, över vilka ledningens kapacitans kan påverka spänningsnivåerna. För analys av överföringsledningar med kort längd, som gäller linjer kortare än 80 kilometer, kan denna kapacitans ignoreras och shuntkomponenter är inte nödvändiga i modellen. Linjer från 80 till cirka 250 kilometer, som allmänt anses vara i kategorin medellinje, innehåller en shuntadmittans som regleras av
{\displaystyle Y=yl=j\omega Cl\,,}
där
- Y är den totala shuntadmittansen
- y är shuntadmittansen per längdenhet;
- l är längden på transmissionsledningen och
- C är ledningens kapacitans.